# زاك كارلسون
زاك كارلسون هو لاعب كرة قدم كندية كندي، ولد في 8 أغسطس 1987 في وينيبيغ في كندا.